# Zwolle (Louisiana)
Zwolle è un comune degli Stati Uniti d'America, situato nello Stato della Louisiana, in particolare nella parrocchia di Sabine.